# Бордж, Дилан
Дилан Бордж (англ. Dylan Borge; 15 октября 2003, Гибралтар) — гибралтарский футболист, нападающий клуба «Европа» и сборной Гибралтара.

## Биография

### Клубная карьера
Воспитанник клуба «Линкольн Ред Импс». Единственный матч в чемпионате Гибралтара за основной состав команды провёл 3 ноября 2019 года против «Европа Поинт», в котором вышел на замену на 79-й минуте вместо Кике Гомеса. В 2020 году подписал контракт с клубом «Европа».

### Карьера в сборной
В начале карьеры выступал за юношескую и молодёжную сборные Гибралтара.
За основную сборную Гибралтара дебютировал 27 марта 2021 года в матче отборочного турнира чемпионата мира 2022 против сборной Черногории, в котором вышел на замену на 65-й минуте вместо Риса Стайча. Сыграв за сборную в возрасте 17 лет, 5 месяцев и 12 дней стал самым молодым дебютантом в современной истории Гибралтара.